# 五島美術館

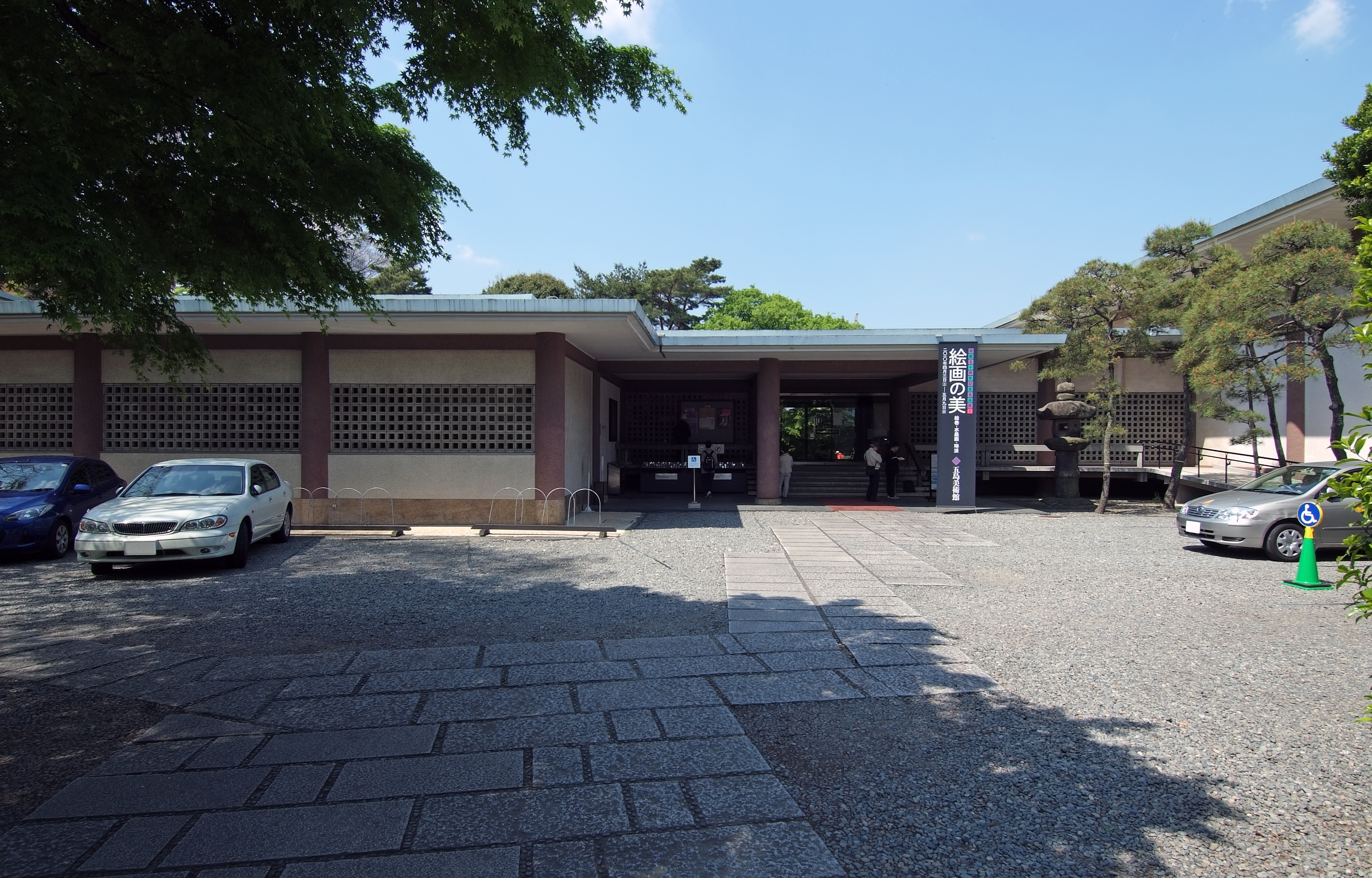
五島美術館

五島美術館（日语：／ Gotō bishutsukan */?）是位於日本東京都世田谷區上野毛的一座美術館，

## 历史
開館於1960年（昭和35年）4月18日，主要收藏展示日本及東洋的古美術品，藏品數約有5000件，其中包括5件日本國寶和50件重要文化財。五島美術館最初的藏品來自東急電鐵創業者五岛庆太。

## 画廊

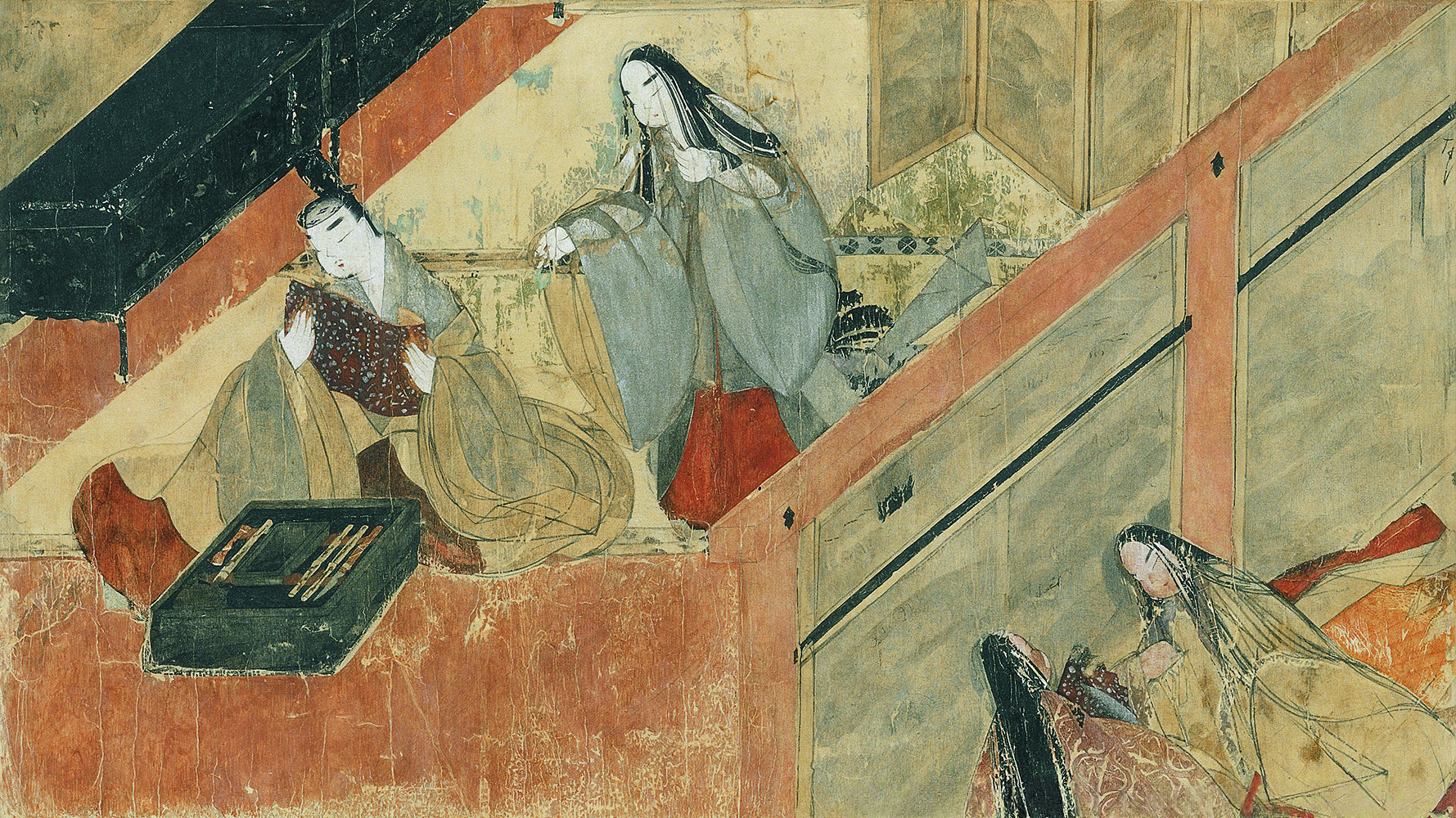
源氏物语绘卷 夕雾
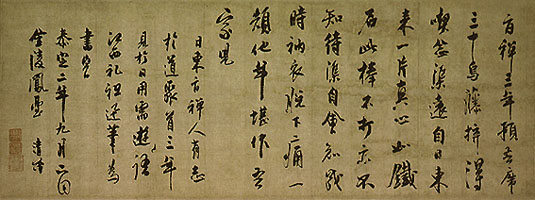
古林清茂墨迹 别源圆旨送别偈
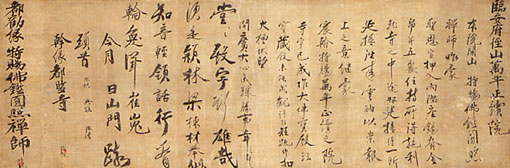
无准师范墨迹 山门疏
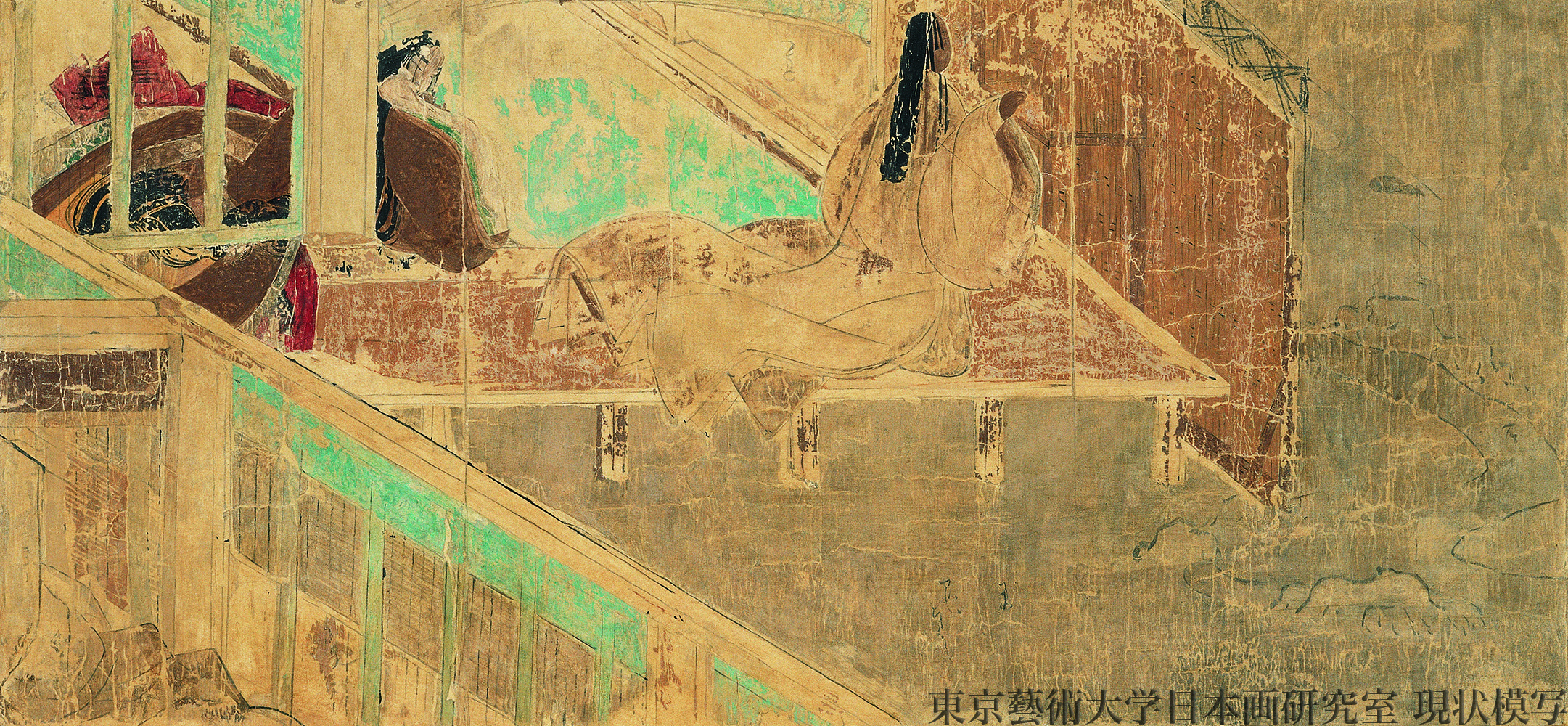
源氏物语绘卷 铃虫一
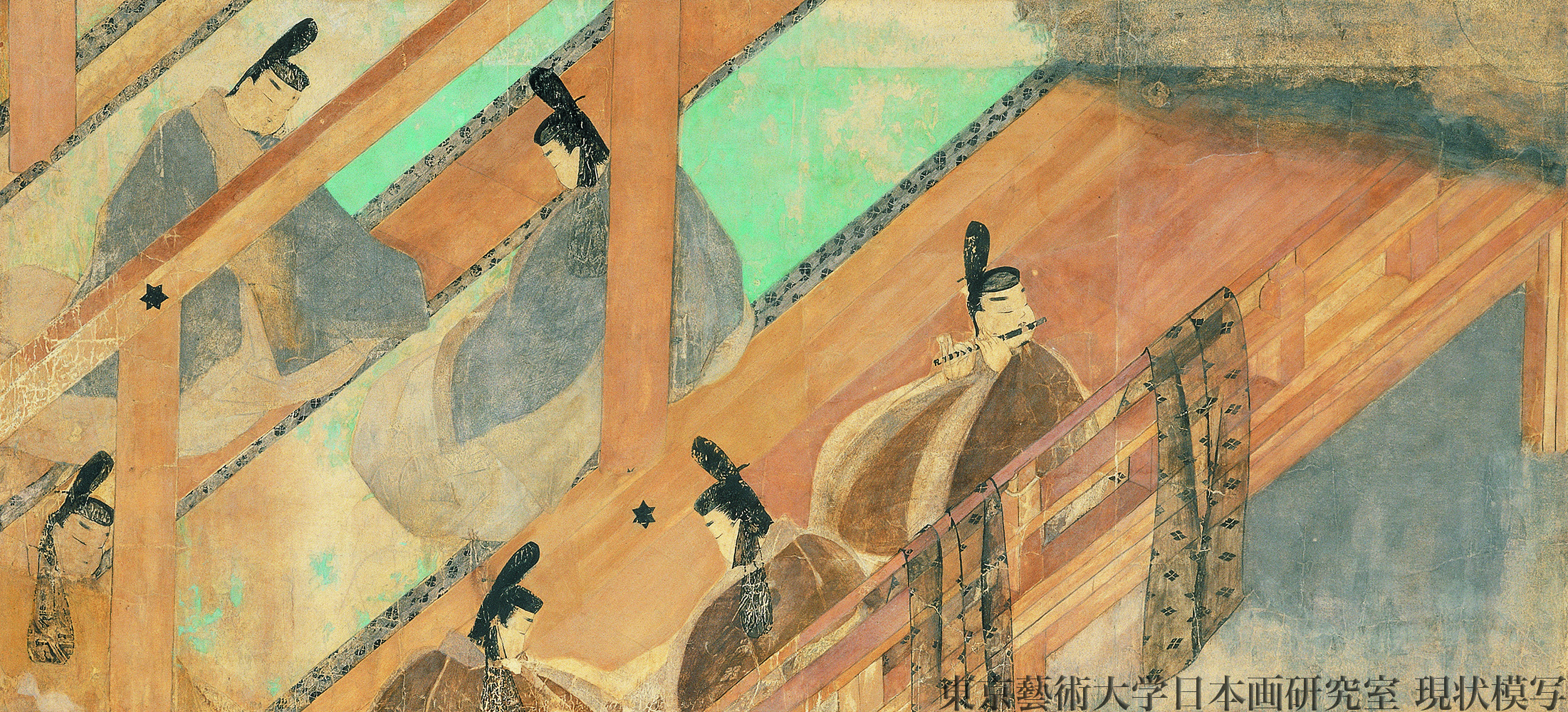
源氏物语绘卷 铃虫二
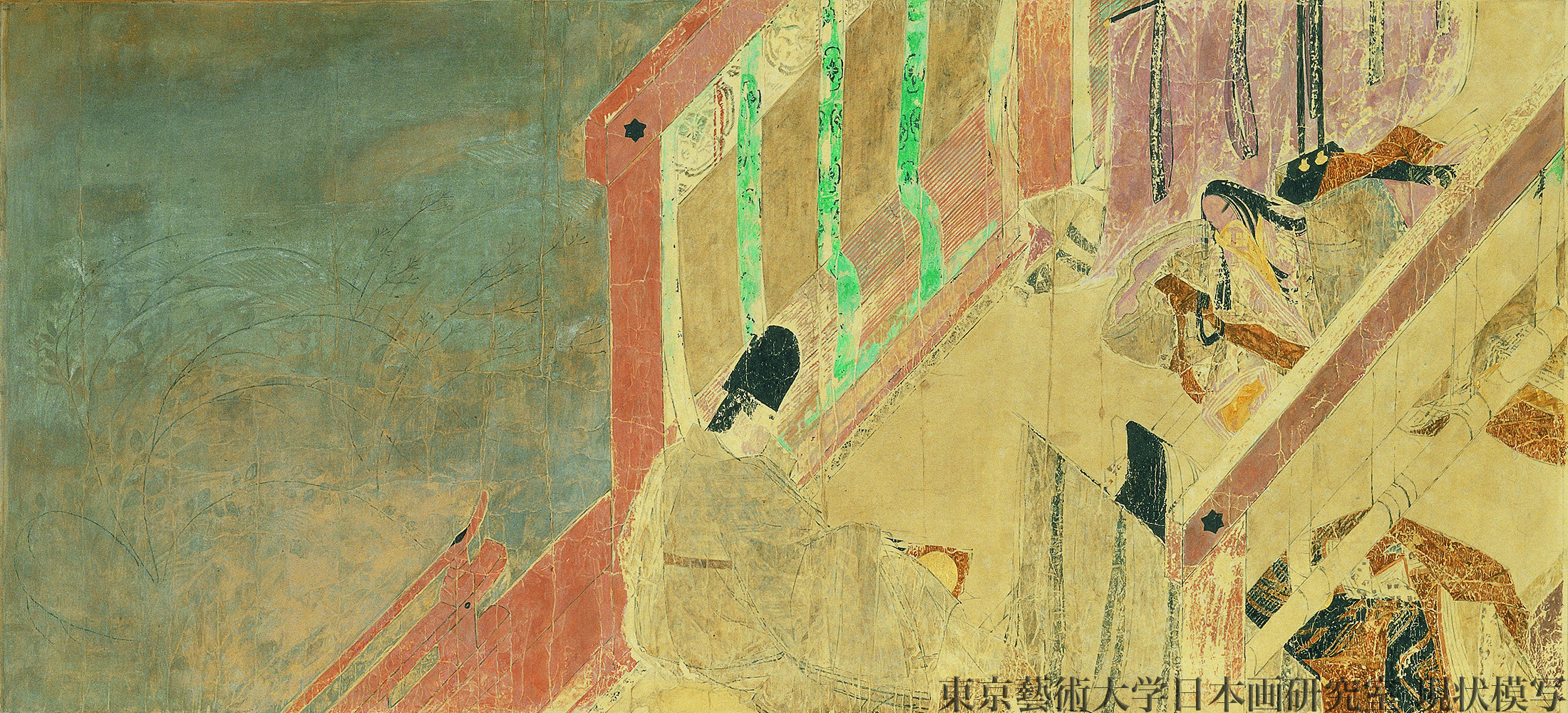
源氏物语绘卷 御法
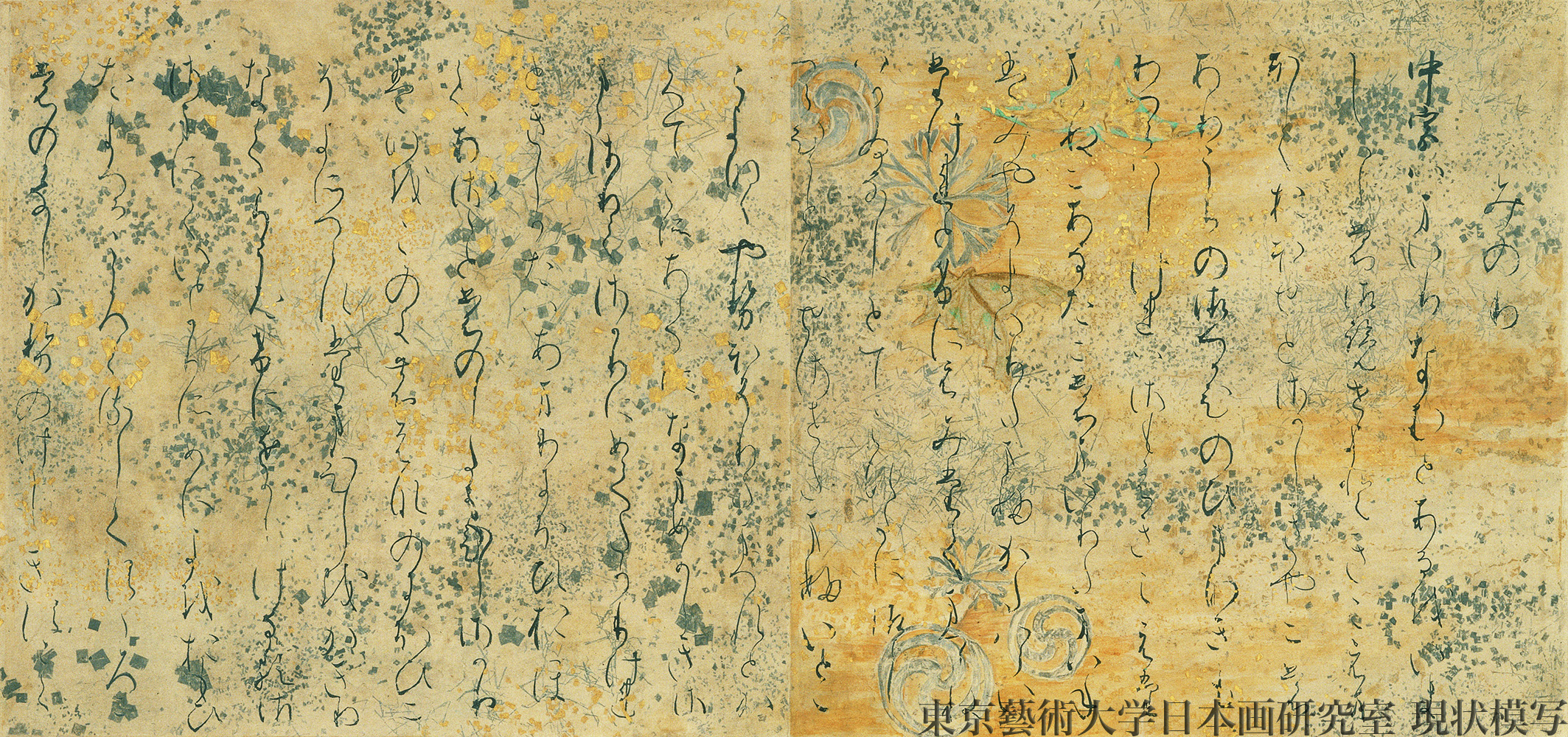
源氏物语绘卷 御法 词书
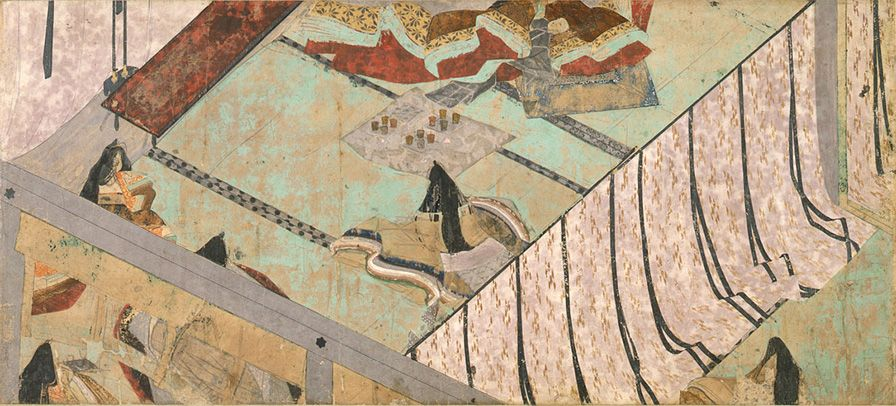
紫式部日记绘卷 第二段
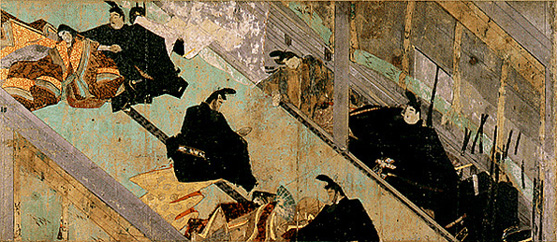
紫式部日记绘卷 第三段
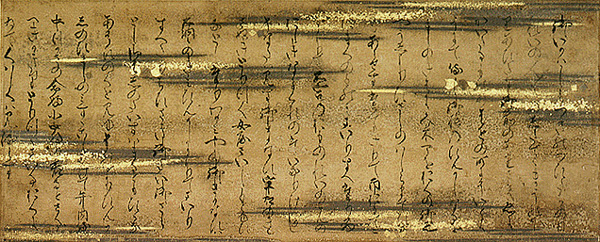
紫式部日记绘卷 第二段 词书
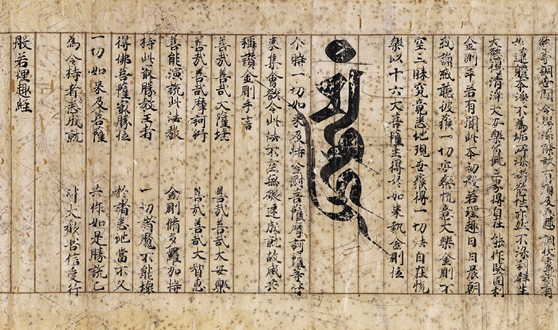
白描绘料纸理趣经（大东急纪念文库蔵）
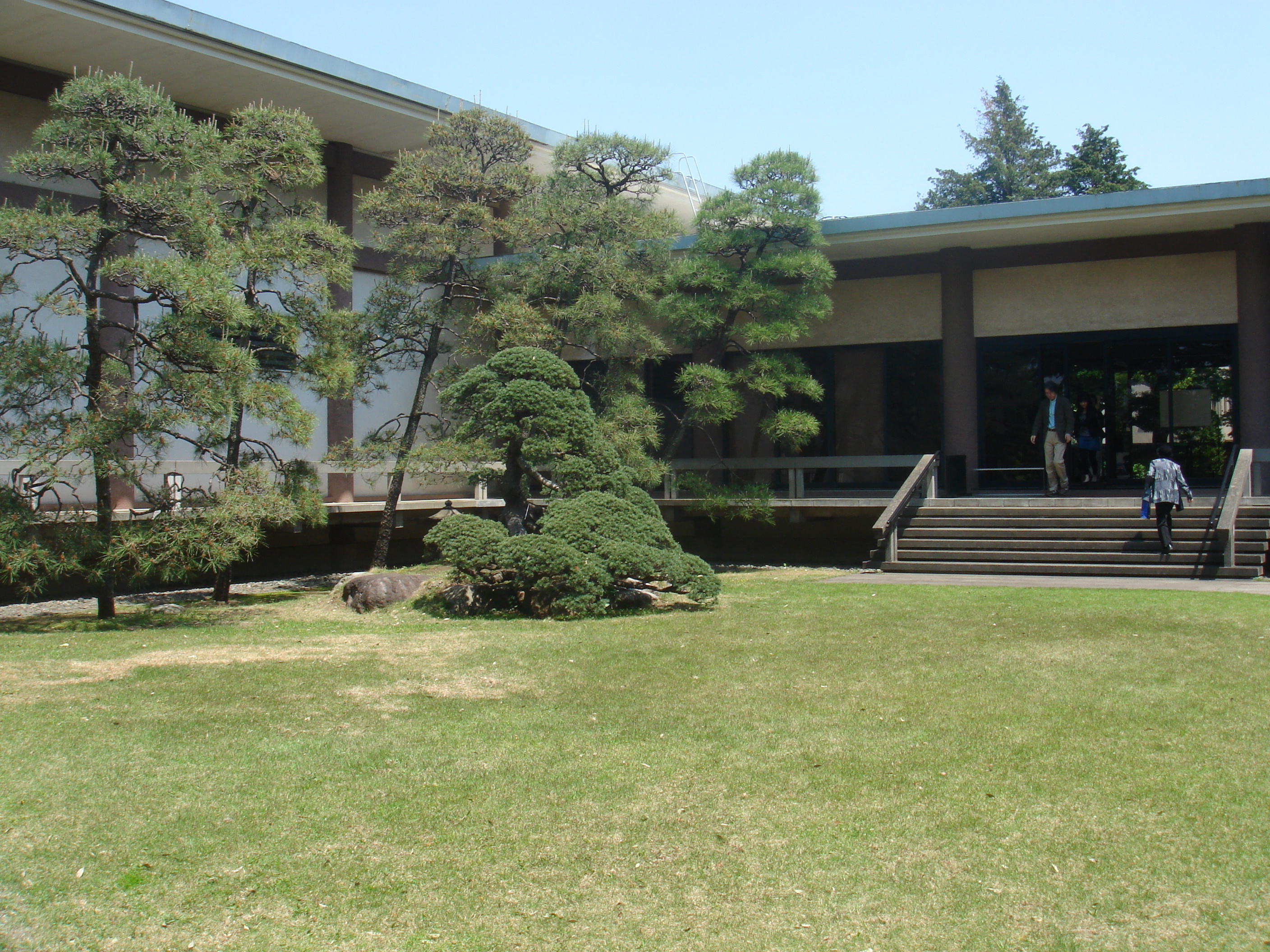
本馆
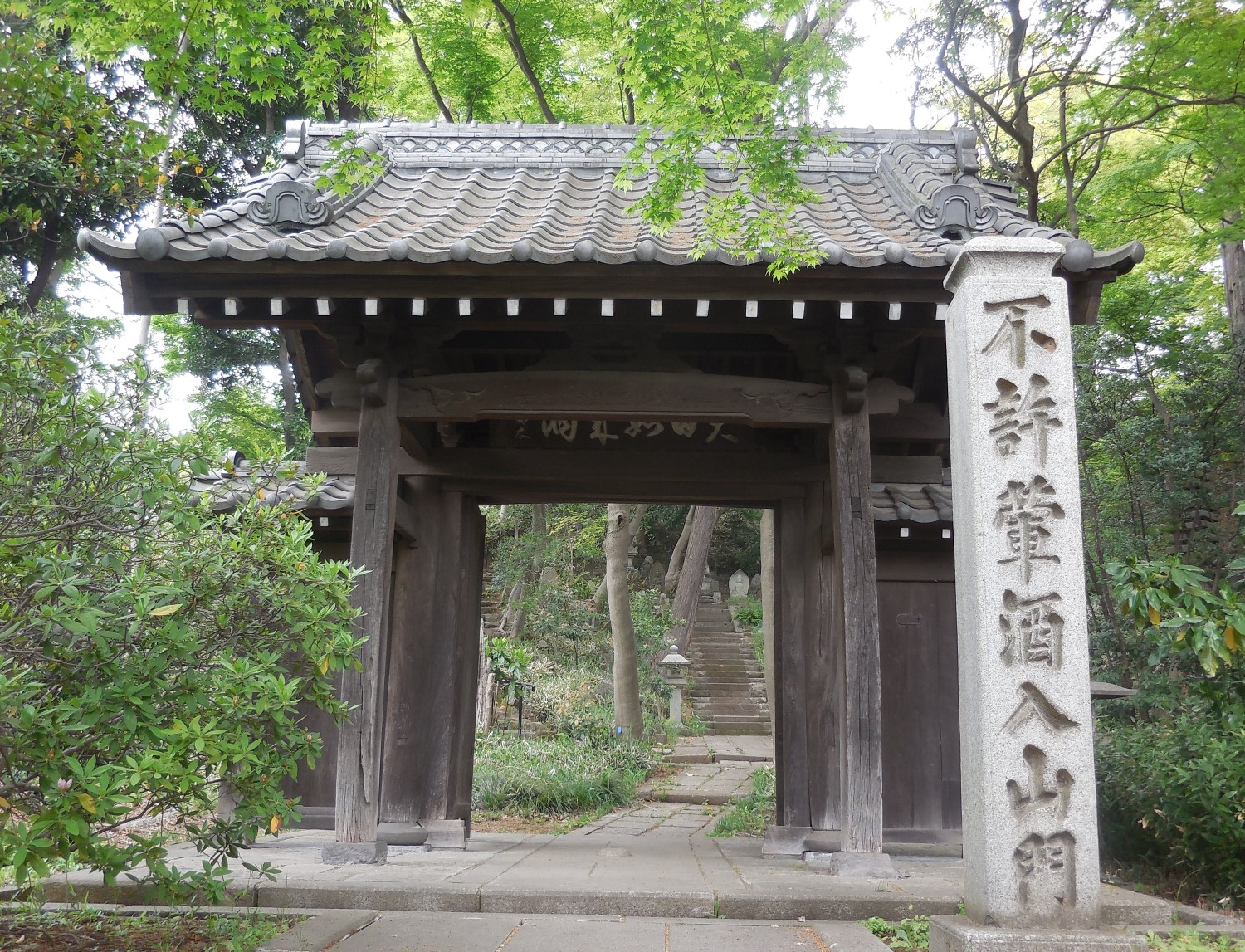
庭园山门

## 外部連結
- 五島美術館 公式サイト（页面存档备份，存于）

35°36′44″N 139°38′07″E / 35.612195°N 139.635294°E